# 深江誠子
深江 誠子（ふかえ まさこ、1944年4月16日 - ）は、日本の社会学者。元平安女学院大学女性学研究センター長。専門は経済学、社会学、女性学。

## 経歴
大阪府堺市出身。住友化学人事部勤務を経て、1970年立命館大学経済学部卒業。京都大学大学院農学研究科1973年修士課程修了、1979年同博士課程満期退学。2010年まで平安女学院大学女性学研究センター長。
日本テレビで放送されていた「おもいッきりテレビ」でコメンテーターを務めていた時期がある。

## 研究・主義
性教育の研究で知られる。フェミニスト。新しい歴史教科書を作る会の考え方に賛成のようである。急進左派的な発言が目立つ。
環境問題に対しても詳しく、「シャンプーは髪を傷めるので、二日に一度程度しかしない。」「外食はどんなものが入っているかわからないのでしない」等と発言。

## 著書
- 1985年3月 『女と男の経済学 暮らしとエロス』 社会評論社、増補改訂版: 1993年10月、ISBN 4784501339、新装版: 1997年3月、ISBN 4784501495
- 1986年8月 『赤ちゃんをラマーズ法で産みました』（編集） 二見書房、ISBN 4576860925
- 1988年6月 「婚外子」・「家族と企業」（III　家族の現在）
  - 金井淑子編『家族 ワードマップ』 新曜社、ISBN 4788503042
- 1991年8月 「脱原発運動と母親」
  - 近藤和子・鈴木裕子（共編）『おんな・核・エコロジー』 オリジン出版センター、ISBN 475640149X
- 1991年10月 『家族ってなんだろう』 明石書店、増補版: 1999年9月、ISBN 4750312029
- 1995年7月 『「家族すること」からの自由』 かもがわ出版、ISBN 4876991901
- 1995年10月 「戦前の農村女性たち」
  - 奥田暁子編『女と男の時空　日本女性史再考 5 鬩ぎ合う女と男』（共著） 藤原書店、ISBN 4894340240、ソフトカバー版: 奥田暁子編『女と男の時空 日本女性史再考 10 鬩ぎ合う女と男 近代 下』（共著 - 藤原セレクション） 藤原書店、ISBN 4894342138
- 1999年11月 「セックスワーク」、「環境とジェンダー」
  - 池内靖子・二宮周平・姫岡とし子（共編）『21世紀のジェンダー論』 晃洋書房、ISBN 4771011192、改訂版: 2004年7月、ISBN 4771015651
- 2000年7月 『わたしの性ってなんだろう もっとステキに恋をしようよ』 ウイメンズブックストア松香堂書店、ISBN 4879740047